# Ахтервер
Ахтервер (нім. Achterwehr) — громада в Німеччині, розташована в землі Шлезвіг-Гольштейн. Входить до складу району Рендсбург-Екернферде. Центр об'єднання громад Ахтервер.
Площа — 15,65 км2. Населення становить 1043 ос. (станом на 31 грудня 2020).